# Панькове (заповідне урочище)
Панькове — заповідне урочище, розташоване на території Ободівської сільської громади Гайсинського району Вінницької області поблизу с. Цибулівка. 
Оголошене відповідно до Рішення облвиконкому № 384 від 18.08.1983 р.
Охороняється мальовниче узгір'я в Цибуховій балці де зростають лісові та садові породи дерев. Особливу цінність має кизиловий гай.
За фізико-географічним районуванням України ця територія належить до Бершадського району області Подільського Побужжя Дністровсько-Дніпровської лісостепової провінції Лісостепової зони. Це розчленована глибокими долинами лесова височина з сірими опідзоленими ґрунтами. З геоморфологічної точки зору описувана територія являє собою підвищену ерозійно-акумулятивно-денудаційну сильнохвилясту рівнину.
Клімат помірно континентальний. Для нього характерне тривале, нежарке літо, і порівняно недовга, м'яка зима. Середня температура січня становить -6,5°… -6°С. липня +19°…+19,5°С. Річна кількість опадів становить 500—525 мм.
За геоботанічним районуванням України урочище входить до Європейської широколистяної області, Подільсько-Бесарабської провінції Вінницького (Центральноподільського) округу.
Територія урочища являє собою вибалок високої гряди Подільської височини, що утворює в даному місці мальовничий ландшафт, типовий для центрального Поділля, розчленований великими балками.
В рослинному покриві переважають дубові ліси кизилово-зірочникові і кизилово-конвалієві з розрідженим порушеним деревостаном. Внаслідок цього кизиловий підлісок має велику густоту, досягає 3-4 м. висоти, рясно родить.
До складу даних угруповань численні світлолюбиві субсередземноморські види, такі як калина-гордовина, кизил, перлівки одноквіткова і ряба, аконіт протиотруйний, півники злаколисті, медунка м'яка та інші.
Цікавою є популяція інших лікарських видів, таких як валеріана російська, конвалія травнева, звіробій продірявлений, материнка звичайна, полуниця лісова, буквиця лікарська. Зустрічаються види, занесені з Червону книгу України: гніздівка звичайна і коручка чемерникоподібна.

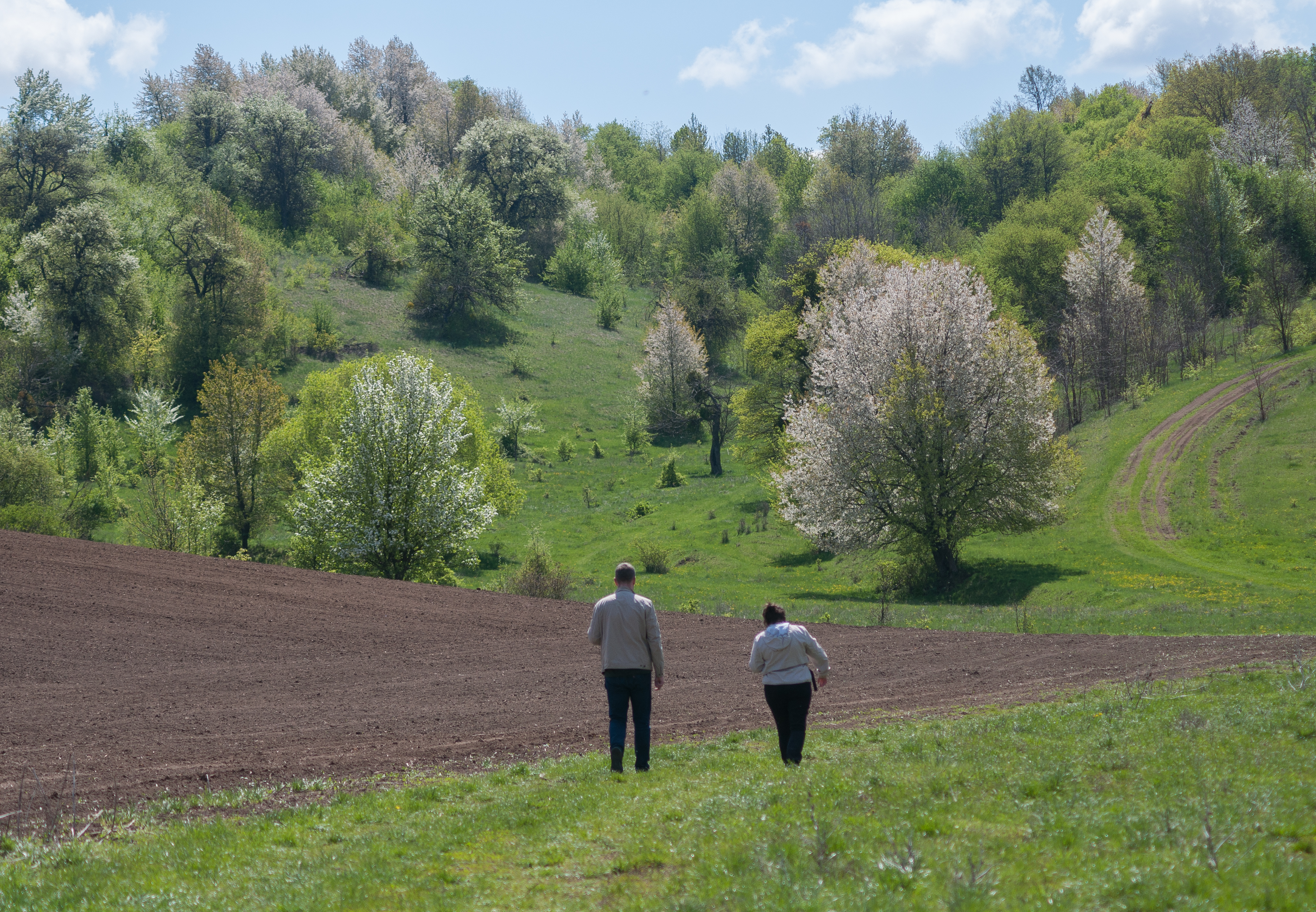
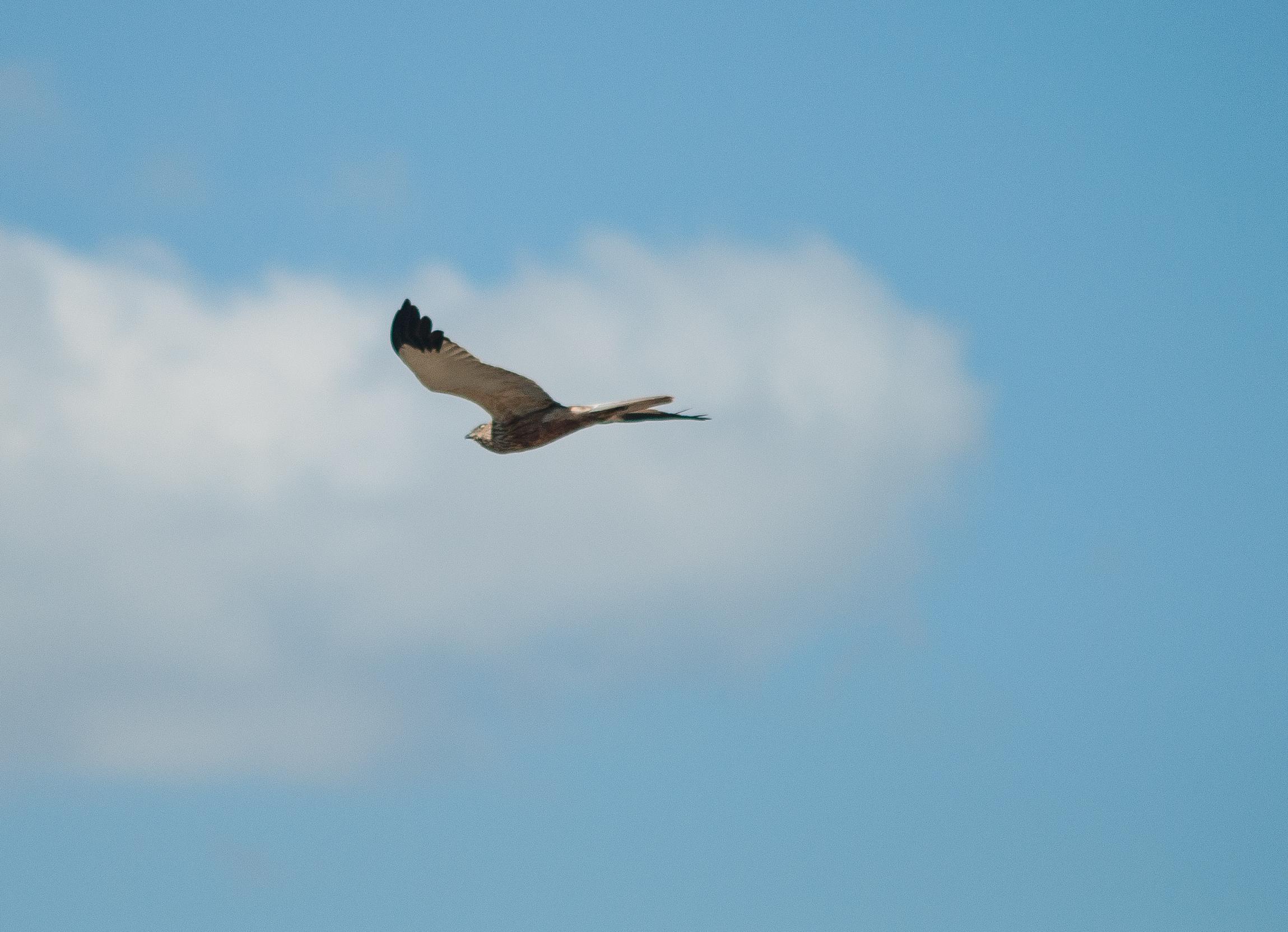